# René Mouterde
René Mouterde (ur. 16 października 1915 w Ambérieu-en-Bugey, zm. 28 lipca 2007 w Vienne) – francuski jezuita (prezbiter), geolog i paleontolog.

## Życiorys
René Gabriel Marie Mouterde urodził się 16 października 1915 w Ambérieu-en-Bugey. 29 czerwca 1941 w Lyonie przyjął święcenia prezbiteratu. W 1942 uzyskał licencjat z teologii. W 1943 powierzono mu odtworzenie zakładu geologii na Facultés catholiques de Lyon; pomiędzy jego mentorami byli Marcel Thoral, Gaston Delépine, Gonzague Dubar i Frédéric Roman. W 1951 uzyskał stopień doktora na podstawie rozprawy o stratygrafii liasu obrzeżenia Masywu Centralnego. W tym samym roku mianowany profesorem Facultés catholiques de Lyon: przez około 40 lat kierował na tej uczelni Zakładem Geologii; przez pewien okres pełnił też funkcję dziekana. W 1988 został członkiem Lyońskiej Akademii Nauk, Literatury i Sztuk Pięknych. W latach 1990–2007 był proboszczem Chuyer w departamencie Loire. Zmarł 28 lipca 2007 w Vienne; pochowany w Chuyer.

## Osiągnięcia naukowe

### Znaczenie w historii nauki
Tematem jego badań była stratygrafia i paleontologia liasu i dolnej części doggeru; pracował we Francji, Maroku, Hiszpanii, a szczególnie często w Portugalii. Opracował pierwszą zonację biostratygraficzną liasu Portugalii. Opisał kilka nowych gatunków amonitów. Był redaktorem atlasu skamieniałości przewodnich liasu Portugalii.
Zajmował się profilem w Peniche, gdzie później ustanowiono światowy stratotyp (GSSP) granicy pliensbach–toark.
Był autorem lub współautorem około 300 publikacji naukowych.

### Wybrane publikacje
- Études sur le Lias et le Bajocien des bordures nord et nord-est du Massif Central français (1953)[3]
- Le Lias de Peniche (1955)[10]
- Synthèse paléogéographique du Jurassique français (współautor, 1980)[12]
- Précisions stratigraphiques et évolution sédimentaire de la bordure nord du Haut Atlas central (Maroc) au cours du Lias–Dogger (współautor, 1989)[13]
- Les Brachiopodes toarciens de la rampe carbonatée de Tomar (Portugal) (współautor, 1996)[14]

## Upamiętnienie
Na jego cześć nazwano rodzaj amonitów Mouterdeiceras Elmi & Rulleau, 1995 oraz kilka gatunków amonitów, łodzikowatych i ramienionogów jurajskich.